# Omnia (band)
Omnia is een pagan-folkband waarvan de basis wordt gevormd door de singer-songwriter Steve "Sic" Evans-van der Harten en zijn vrouw Jennifer (Jenny) Evans-van der Harten.
De band speelt een combinatie van paganistische, Keltische en wereldmuziek, waarin inspiratie wordt geput uit de natuur, de levende planeet en persoonlijke vrijheid. Met zelfgemaakte akoestische instrumenten speelt de groep op middeleeuwse, Keltische, gothic-, wereldmuziek- en fantasyfestivals in Europa, maar ook tijdens theateroptredens in Nederland en Duitsland.

## Geschiedenis

### Ontstaan
In 1994 werkte Sic samen met Walter Maioli, een Italiaanse onderzoeker van oude muziekinstrumenten, multi-instrumentalist en componist. Samen reconstrueerden zij prehistorische en vroeg-Romeinse muziek voor het archeologisch themapark Archeon.
In 1995 richtte Sic de Gallo-Romeinse band Pantheon op. Deze band speelde composities gewijd aan diverse goden en godinnen van de klassiek-Romeinse periode en de Keltische IJzertijd. De composities werden gespeeld op zelfgemaakte reconstructies van Romeinse en oud-Keltische dubbele fluiten en schalmeien.
In opdracht van het Provinciaal Archeologisch Museum te Velzeke (België) werden optredens gegeven met Romeinse muziek, Gladiatorengevechten en Romeins-religieuze rituelen. Hiermee werd de basis gelegd voor het historische theatergezelschap dat in januari 1996 werd opgericht. Alle rekwisieten en kostuums voor deze optredens werden gemaakt in de werkplaats van Chaos in Motion, een eind jaren 80 door Sic en Misja van Laatum opgericht kunstenaarscollectief. De naam Omnia ontstond uit Chaos in Motions' leus Omnia chaos est ("alles is chaos").

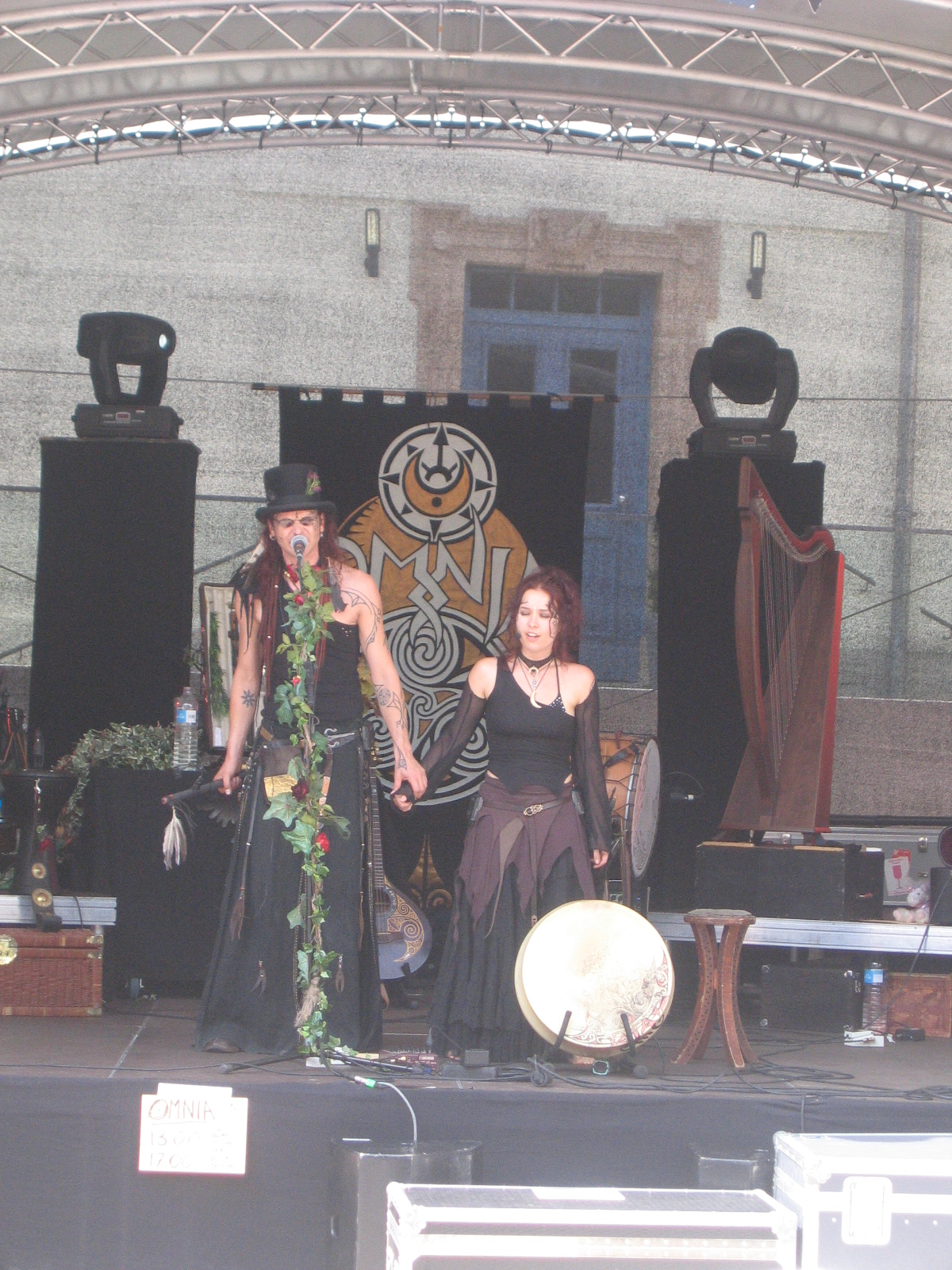
Sic en Jenny tijdens een optreden in 2008 in Luxemburg

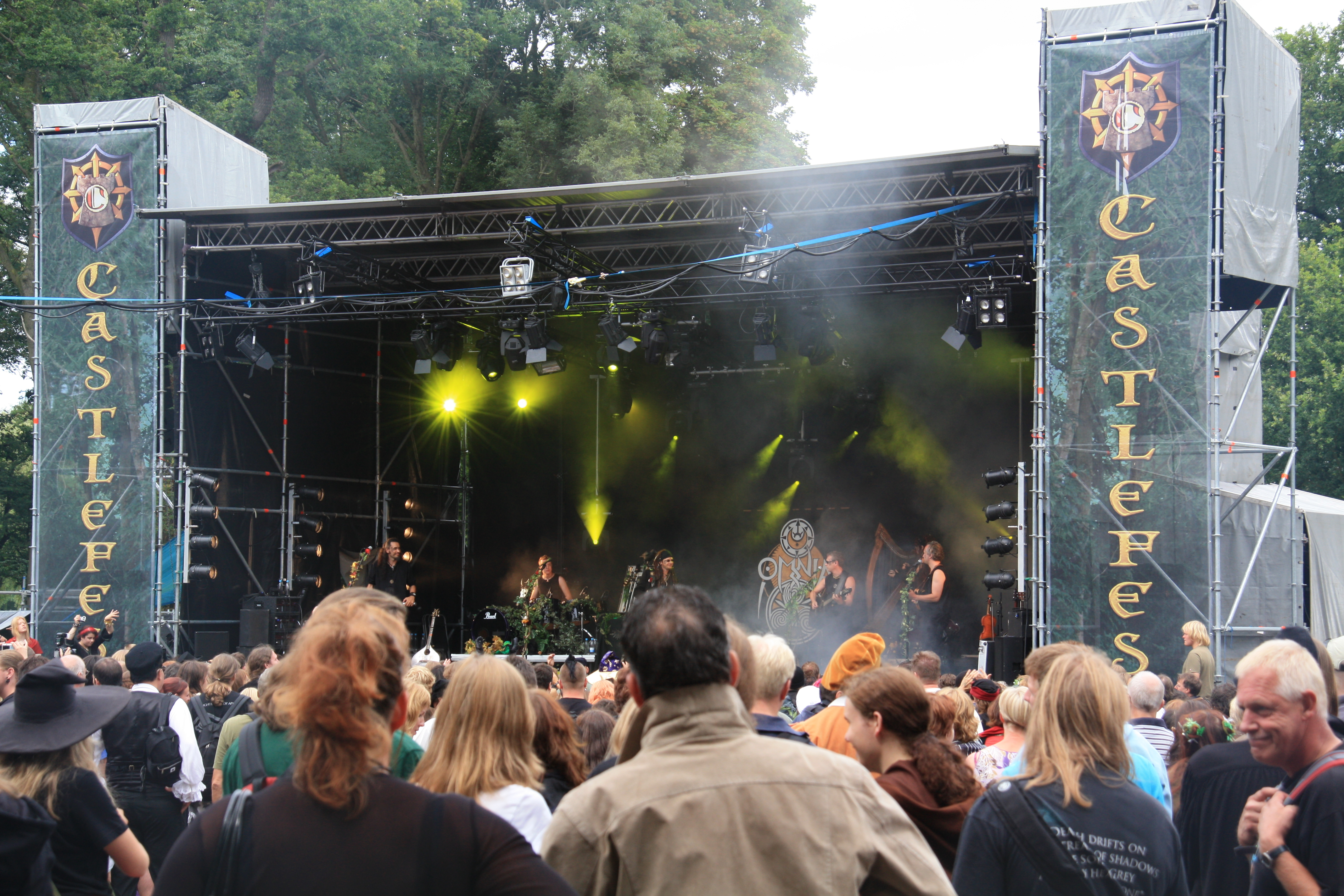
Optreden op Castlefest, Lisse, 2009

### Verder verloop
In de periode van 1996 tot 2002 gaf Omnia optredens op re-enactmentfestivals en in grote musea die zich richtten op Keltische en/of Romeinse geschiedenis, zoals Archeosite Aubechies in België en Archeologisch Park Xanten in Duitsland. In deze shows kreeg de paganistische muziek een steeds belangrijkere rol. In 2002 trad Omnia voor het eerst op bij een niet-historisch festival, Elf Fantasy Fair.
In hetzelfde jaar trad Jenny van der Harten toe tot de band. Zij is klassiek geschoold en heeft kennis van Ierse, Bretonse en Schotse folkmuziek. Ze speelt sinds haar vijfde jaar piano, studeerde als tiener aan het Conservatorium van Amsterdam en studeerde en speelde de Keltische harp in Ierland en in Californië. Met haar erbij werd de basis gelegd van de muziek die Omnia sindsdien maakt in de stijl die zij PaganFolk noemen.
Het echtpaar hielp met het vinden van artiesten voor verschillende fantasy- en middeleeuwse festivals in Nederland, zoals de Elf Fantasy Fair (Haarzuilens) en de Gothic en Fantasy Fair (Rijswijk) en speelde een grote rol bij de organisatie van de Midwinter Fair van Archeon in Alphen aan den Rijn en Castlefest in Lisse, waar ze jaarlijks optraden als 'huisband'.
Sinds 2002 heeft het artiestenechtpaar elk Omnia-album gezamenlijk geschreven, opgenomen en geproduceerd.

## PaganScum Records
Na enkele slechte ervaringen met contracten bij platenmaatschappijen, richtten Sic en Jenny in 2004 hun eigen platenmaatschappij op, Zap Prod. Later werd deze naam veranderd in PaganScum Records.

## Bandbezetting

### Huidige samenstelling
- Steve "Sic" Evans (leadzanger, dubbelfluit, boventoonfluit, tinwhistle, bouzouki, darboeka, dombek, davul, mondharp) (vanaf 1996)
- Jennifer (Jenny) van der Harten (leadzangeres, Keltische grote harp, piano, draailier, bodhrán, hakkebord) (vanaf 2002)

### Vroegere Omnia-leden
- Noel "Caicus" Franken (percussie)

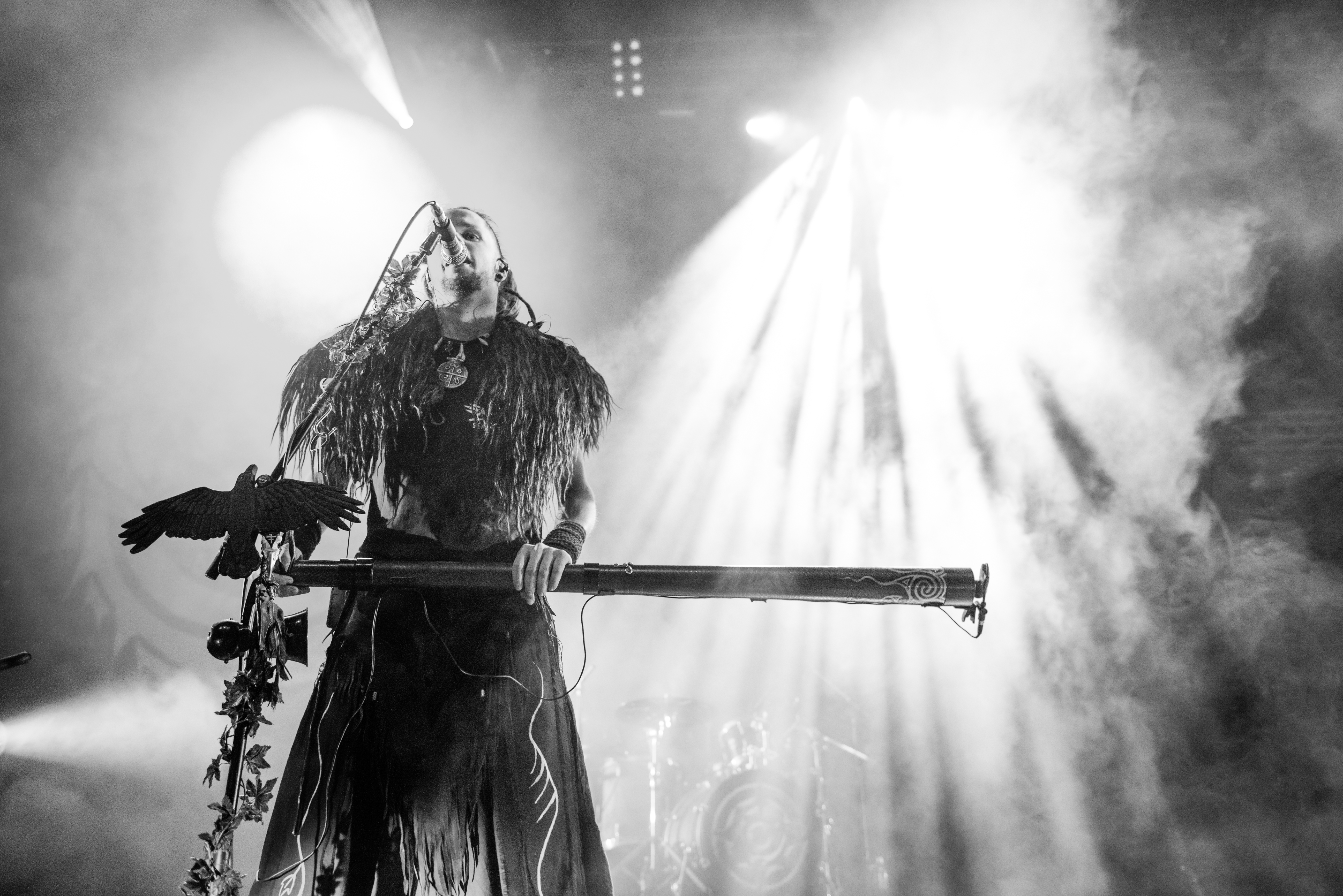
Daphyd "Crow" Sens met Didgeridoo

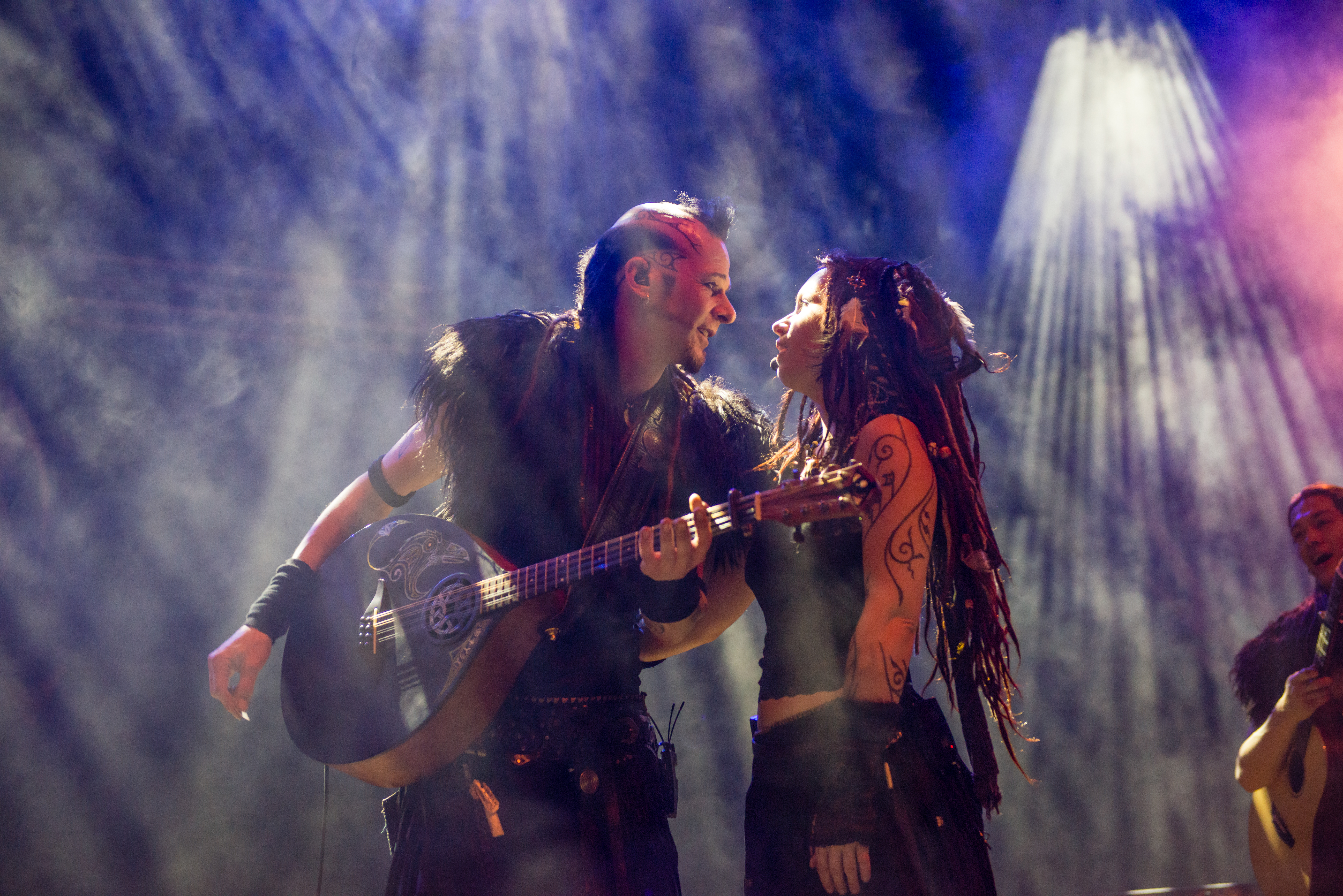
Evans en Jenny

- Daphyd "Crow" Sens (triple slide didgeridoo, mondharp, zang)
- Joyce "Gaudia" Hellendoorn (zang, fluit en percussie)
- Saskia "Zaza" van Koningsbrugge (dans, percussie)
- Mirjam "Ursula" van den Boogaard (percussie)
- Mark "Argus" van den Broek (acrobatiek en jongleren)
- René "Gaius" van de Schuur (schermen)
- Tijn "Timor" Rams (schermen)
- Floris "Florissimo" Pasma (jongleren en vuurshow)
- Ben "Kleine Ben" van Koert (percussie)
- Nico "Catilina" van Malssen (percussie, maskerspel, leverlezer) (1995-1997)
- Angela "Thalia" van Malssen (dans) (1995-1996)
- Louis "Luka" Aubri (schermen, didgeridoo, zang en percussie) (1996-2010)
- Susanne Ruhling (zang, dans en percussie) (ong. 1998-ong. 2003)
- Joseph "Joe" Hennon (DADGAD-gitaar) (2004-2010)
- Michel "Mich" Rozek (drums) (2007-2009)
- Misja "Barca" van Laatum (zang, percussie) (2007-2009)
- Joost "Yoast" van Es (gitaar en viool) (2009)
- Tom "Tommy" Spaan (drums en percussie) (2009-2011)
- Philip Steenbergen (akoestische gitaar, DADGAD-gitaar, darboeka) (2010-2013)
- Satria "Sunfire" Karsono (gitaar, zang, banjo (2013-2016)
- Rob "Thunder" van Barschot (drums en percussie) (2011-2018)

## Cd's en dvd's
| Titel              | Jaar van uitgifte                  | Uitgeverij        | Opmerking |
| ------------------ | ---------------------------------- | ----------------- | --- |
| Sine Missione      | Opgenomen in 1998, uitgegeven 2000 | Geen label        | Een cd van Sics historische Gallo-Romeinse composities werd in eigen beheer uitgegeven met zelfgeschreven boekjes. Hiervan zijn slechts 100 exemplaren gemaakt. |
| Sine Missione II   | 2002                               | Emmuty Records    | |
| OMNIA 3            | 2003                               | Zap Prod.         | |
| Crone of War       | 2004                               | Zap Prod.         | Een album gewijd aan Keltische mythologie, bijvoorbeeld het Mabonfestival en goden als Cernunnos en Taranis. |
| Live Religion      | 2005                               | PaganScum Records | Livealbum opgenomen in een kerk met slechts één microfoon. |
| PaganFolk          | 2006                               | PaganScum Records | Een album waarop diverse traditionele instrumenten werden gebruikt. |
| Cybershaman        | 2007                               | PaganScum Records | Een remixalbum waarop acht Omnianummers in trance- en elektronische stijl werden uitgebracht. |
| Alive!             | 2007                               | PaganScum Records | De heksenscène uit Shakespeares Macbeth, "The Raven" van Edgar Allan Poe en een gedicht van Lewis Carroll werden voor deze cd in muziek omgezet. De vormgeving werd verzorgd door Alan Lee. |
| History            | 2007                               | PaganScum Records | Amerikaans samplealbum, verzamelalbum speciaal gemaakt en geremasterd voor verkoop in de Verenigde Staten. |
| Pagan Folk Lore    | 2008                               | PaganScum Records | Album dat gedownload kan worden vanaf de Omnia-website, soundtrack van de dvd Pagan Folk Lore. |
| Pagan Folk Lore    | 2008                               | PaganScum Records | Live-dvd die interviews en optredens bevat van de bezetting uit 2008. |
| World of Omnia     | 2009                               | PaganScum Records | Deels geremasterde compilatie van oudere Omnianummers samen met nieuwe opnamen en twee originele tracks. |
| Wolf Love          | 2010                               | PaganScum Records | Het album bevat alle verschillende muziekstijlen. Bij de cd is een dvd bijgesloten met livemateriaal van de bezetting uit 2010. Het gedicht "Jabberwocky" van Lewis Carroll werd voor dit album in muziek omgezet. |
| Musick and Poëtree | 2011                               | PaganScum Records | Een dubbel-cd waarvan één cd muziek bevat die opgenomen is met de bandleden van 2011, onder andere het nummer Free. De andere cd bevat muziek van Sic en Jenny, waaronder een uitvoering van Het Dorp van Wim Sonneveld. Dit nummer wordt door Sic in het Nederlands gezongen, waarmee het het eerste Nederlandstalige nummer van Omnia is. |
| Live on Earth      | 2012                               | PaganScum Records | Live cd |
| Earth Warrior      | 2014                               | PaganScum Records | |
| Naked Harp         | 2015                               | PaganScum Records | Jenny's soloalbum. |
| Prayer             | 2016                               | PaganScum Records | |
| Reflexions         | 2018                               | PaganScum Records | Remixalbum in samenwerking met Christopher Juul (Heilung, Euzen, Valravn) |

## OMNIA-Poëtree
OMNIA-Poëtree is het nevenproject van Sic en Jenny waarin zij nummers spelen die niet zo goed bij Omnia passen. Naast eigen uitvoeringen van onder meer Nine Inch Nails, Nick Cave, Wim Sonneveld, Jean Ferrat, John Lennon en Tenacious D, spelen ze ook traditionele folknummers en de Omnianummers Wheel of Time en The Raven.
OMNIA-Poëtree is uitgevoerd op Castlefest en op middeleeuwse festivals in Duitsland. Meestal wordt echter onversterkt voor een klein publiek gespeeld.

## Trivia
- Sic en Jenny waren te zien in de tweede aflevering van seizoen 1 van het televisieprogramma Het zullen je ouders maar zijn.